# Jorge Echeverri
Jorge Echeverri (Bogotá, 1956) es un director y productor de cine colombiano, reconocido por sus largometrajes Terminal, Malamor y La pena máxima.

## Carrera
Echeverri estudió arquitectura pero nunca ejerció su profesión. A finales de la década de 1970 estudió producción cinematográfica en Londres, donde debutó con el cortometraje Seattin' Down. A partir de entonces empezó a trabajar de manera independiente realizado cortos y mediometrajes tanto en la dirección como en la producción.
En la década de 2000 logró el reconocimiento en su país al dirigir el largometraje Terminal, con Victoria Góngora y Fabio Rubiano como protagonistas. Un año después dirigió la cinta de comedia La pena máxima, una exitosa película que contó con la participación de Enrique Carriazo y Robinson Díaz. En 2003 colaboró nuevamente con Rubiano en la película Malamor y dos años después dirigió un nuevo largometraje titulado La voz de las alas.

## Filmografía destacada
- 1982 - Arturo Navarrete (corto documental)
- 1983 - Ausencia (corto)
- 1985 - Celador o imagen (corto)
- 1992 - TULIA DE SAN PEDRO DE IGUAQUE(corto documental)
- 2000 - Terminal
- 2001 - La pena máxima
- 2003 - Malamor
- 2005 - La voz de las alas[4]